# Actinodaphne pilosa
Actinodaphne pilosa H.W.Li – gatunek rośliny z rodziny wawrzynowatych (Lauraceae Juss.). Występuje naturalnie w Laosie, Wietnamie oraz południowych Chinach (w prowincji Guangdong oraz w regionie autonomicznym Kuangsi). 

## Morfologia
PokrójZimozielone drzewo dorastające do 12 m wysokości. Gałęzie są silnie owłosione.
LiścieNaprzemianległe lub prawie okółkowe, zebrane po 3–5 przy końcu gałęzi. Mają kształt od odwrotnie jajowatego do eliptycznego. Mierzą 12–24 cm długości oraz 5–12 cm szerokości. Są mniej lub bardziej owłosione od spodu. Nasada liścia jest klinowa. Blaszka liściowa jest o ostrym wierzchołku. Ogonek liściowy jest owłosiony i dorasta do 15–30 mm długości.
KwiatySą niepozorne, rozdzielnopłciowe, zebrane po 5 w baldachy przypominające wiechy, rozwijają się w kątach pędów. Kwiaty męskie mają 9 pręcików.
OwoceMają odwrotnie jajowaty kształt, osiągają 4–6 mm długości, osadzone w dużych miseczkach.

## Biologia i ekologia
Roślina dwupienna. Rośnie w lasach mieszanych oraz zaroślach. Występuje na wysokości do 500 m n.p.m. Kwitnie od sierpnia do września, natomiast owoce dojrzewają od lutego do marca. 

## Zastosowanie
Drewno tego gatunku zawiera klej używany czasami jako lakier do włosów. Kora i liście są wykorzystywane w medycynie tradycyjnej w leczeniu reumatyzmu, gruźlicy oraz urazów.